# Stanley Udenkwor
Stanley Obumneme Udenkwor (ur. 1 maja 1981 w Akwa-Etiti) – nigeryjsko-polski piłkarz, który grał na pozycji napastnika.
Głównie znany z gry dla Jasper United i Polonii Warszawa, po grze w Azerbejdżanie spędził krótki okres w angielskim klubie Gainsborough Trinity.
Występował w barwach Polonii w eliminacjach do Ligi Mistrzów.